# Roland Kpotsra
Yao Roland Kpotsra, né le 20 février 1947 à Lomé et mort le 10 octobre 2018, est un diplomate et homme politique togolais. Il est le représentant permanent du Togo auprès des Nations Unies de 1996 à 2002 puis de 2007 à 2009. Il occupe le poste de ministre des Affaires étrangères de 2002 à 2003.

## Biographie

### Carrière diplomatique
Roland Kpotsra naît le 20 février à Lomé et décède le 11 octobre 2018. Il commence à travailler au ministère des Affaires étrangères en 1974 à la division des affaires administratives. De septembre 1976 à février 1979, il a est secrétaire à la Mission permanente du Togo auprès des Nations unies. Il devient ensuite conseiller à la Mission permanente de février 1979 à avril 1980 et chargé d'affaires à la Mission permanente d'avril 1980 à août 1980. Kpotsra est le premier conseiller à l'ambassade du Togo au Brésil de septembre 1980 à mai 1982.

### Carrière politique
Au ministère des Affaires étrangères, Kpotsra a été directeur de la Division des traités et des affaires juridiques du 23 juillet 1982 au 5 janvier 1988, ainsi que directeur de l'administration et du personnel du 9 octobre 1987 à août 1990. Du 8 septembre 1990 au 30 juin 1991, il est chargé d'affaires au Zimbabwe. Il est ensuite chargé de mission du ministère des Affaires étrangères de septembre 1992 au 23 mars 1993. De mars 1993 à 1996, il a été secrétaire général du ministère des Affaires étrangères. Pendant ce temps, il a dirigé la délégation togolaise à la douzième Conférence ministérielle du Mouvement des non-alignés du 25 au 27 avril 1995 à Bandung, Indonésie, ainsi que la délégation togolaise à la soixante-troisième session ordinaire de l'Organisation des Nations Unies pour l'Afrique. Conseil des ministres de l'Unité, tenu du 26 au 28 février 1996 à Addis-Abeba.
Kpotsra est nommé représentant permanent auprès de l'ONU pour la première fois en 1996, présentant ses lettres de créance le 11 décembre 1996. Il le reste jusqu'en décembre 2002. Il est nommé ministre des Affaires étrangères et de la Coopération le 3 décembre 2002, occupant ce poste jusqu'à ce qu'il soit nommé ministre de la Promotion de la démocratie et de l'État de droit dans le gouvernement nommé le 29 juillet 2003. Il reste à ce dernier poste jusqu'à ce qu'il soit renvoyé du gouvernement le 20 juin 2005,. Le président Faure Gnassingbé nomme alors Kpotsra conseiller diplomatique à la présidence de la République le 26 juillet 2005. Il occupe ce poste jusqu'en 2007, date à laquelle il est à nouveau nommé représentant permanent du Togo auprès de l'ONU. Il présente ses lettres de créance au secrétaire général de l'ONU, Ban Ki-moon, le 1er octobre 2007.
Kpotsra est rappelé à Lomé début 2009 et Kodjo Menan est nommé pour le remplacer le 3 avril 2009.

## Distinctions
- Chevalier de l'ordre national du Mérite du Togo (avril 1984)
- Officier de l'ordre du Mono (mars 1996)[2].